# China Zun
China Zun (chữ Hán: 中国尊, Hán Việt: Trung Quốc Tôn) là một tòa nhà chọc trời đang được xây sắp hoàn thành ở trung tâm Bắc Kinh, Trung Quốc. Tòa nhà được khởi công xây dựng ngày 19 tháng 9 năm 2011. Sau khi hoàn thành đây sẽ là tòa tháp cao nhất Bắc Kinh với 109 tầng, cao 527,7 m, cao hơn 190 m so với China World Trade Center Tower III.
Thiết kế tòa tháp được lấy cảm hứng từ một tôn, một loại bình rượu cổ của Trung Quốc, chủ đầu tư tòa tháp là tập đoàn CITIC. Tòa nhà có một loạt các khu chức năng, chẳng hạn như vừa là tháp văn phòng vừa là điểm tham quan du lịch.
Tòa nhà được thiết kế với mục tiêu thân thiện với môi trường, được xây dựng với công nghệ tiết kiệm năng lượng mới nhất nhằm thúc đẩy việc tiêu thụ năng lượng đạt hiệu quả tối đa. Tầng thượng của China Zun được thiết kế làm khu vực ngắm cảnh, một quán cà phê, cho phép du khách có thể ngắm bao quát thủ đô Bắc Kinh từ trên cao.
China Zun dự kiến sẽ hoàn thành sau 5 năm xây dựng, lúc hoàn thành sẽ trở thành tòa tháp cao nhất thủ đô Bắc Kinh, vượt qua Tháp số 3 thuộc Trung tâm thương mại thế giới Trung Quốc hiện nay cao 330m.